# Termómetro de Breguet

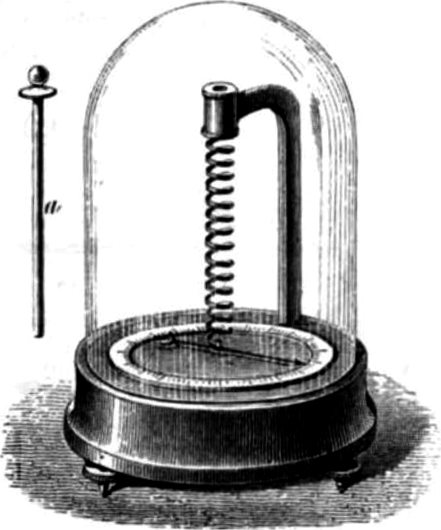
Termómetro completamente metálico de Breguet, destacable por su gran sensibilidad.

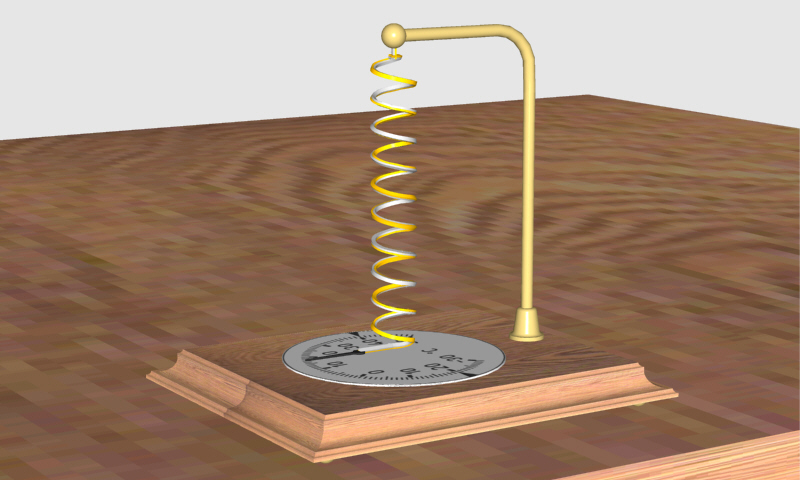
Termómetro de Breguet

Termómetro de Breguet es un sencillo dispositivo que lleva el nombre de su creador, Abraham Louis Breguet (1747 – 1823), quien logró construir el primer prototipo de un termómetro trimetálico.
Para ello utilizó un alambre metálico plano compuesto de tres láminas (plata, oro y platino) soldadas entre sí, y arrollado en una espiral, con un extremo fijo y un extremo libre donde estaba ubicada la aguja indicadora sobre una escala graduada.
La plata, con un coeficiente de dilatación mayor que el de los otros dos materiales, está situada en el lado exterior de la espiral que forma el alambre trimetálico, provocando que la espiral tienda a girar en un sentido cuando la temperatura sube y que gire en sentido contrario cuando la temperatura baja, dando la medición sobre una escala graduada. Este termómetro de gran sensibilidad se calibraba originalmente con un termómetro de mercurio.